# 연애 빠진 로맨스
《연애 빠진 로맨스》는 2021년에 개봉한 대한민국의 로맨틱 코미디 영화로, 정가영 감독의 상업 영화 데뷔작이다.

## 줄거리
서른을 앞둔 자영은 남친과 이별한 후 연애를 관두기로 했지만, 섹스에 대한 욕구는 채울 수 없어 데이팅 앱 '오작교미'로 남자를 찾아보기로 한다. 그리고 소설가를 꿈꿨으나 잡지 칼럼니스트로 일하는 우리는 편집장으로부터 섹스 칼럼을 써보라는 주문을 받고, 인터뷰 삼아 오작교미에서 자영에게 메시지를 보낸다.
약속 장소에 나온 자영은 우리에게 연애를 원치 않는다고 말한다. 자영의 털털하고 거리낌 없는 모습에 우리는 놀라지만, 함께 술을 마시며 서로의 내면을 드러내면서 통하는 면을 느끼게 된다. 둘은 그날 저녁 모텔에서 섹스한다. 우리는 그날 자영과의 하루를 바탕으로 칼럼을 써낸다. 발표한 칼럼은 예상 밖의 높은 조회수를 끌어낸다.
이후 우리와 자영은 계속해서 만남을 가지며, 연애는 하지 않되 섹스는 하는 관계를 이어간다. 그리고 그를 바탕으로 쓰이는 우리의 칼럼도 갈수록 열띤 호응을 이어간다. 편집장은 우리에게 계속해서 칼럼을 써낼 것을 주문하지만, 우리는 자영에 대한 죄책감, 그리고 점차 자영에게 느끼는 사랑의 감정 때문에 고민한다.
자영은 자신을 버린 첫사랑의 결혼 소식을 접하고 우리와 함께 결혼식장을 찾는다. 훼방을 놓을 작정이었으나 막상 망설여져 포기하려고 하자, 우리가 축의금 장부를 들고 자영과 함께 도망간다. 우리는 사소한 불편을 안겨줌으로써 소소하게 복수한 것이었고 자영도 결과에 만족한다.
이후 우리와 자영은 함께 놀이공원 데이트를 간다. 우리는 칼럼에 대한 사실을 밝히기로 결심하지만, 자영이 우연찮게 우리의 휴대폰을 보고 칼럼에 대한 사실을 알게 된다. 자영은 깊은 실망과 배신감을 느낀다. 우리가 해명과 사과를 하려 하지만 자영은 우리의 말을 몰래 녹음한 후 인터넷에 폭로한다. 폭로의 여파로 우리는 조롱거리가 되고 출판사를 그만둔다. 자영은 파국을 맞은 것에 괴로워 하면서, 자신의 삶을 이어간다.
이듬해 자영은 작년 우리와 만난 냉면집을 찾았다가 자신을 기다리고 있던 우리를 만난다. 자신을 붙잡는 우리를 자영은 뿌리치려 하지만 '연애가 별거냐, 서로 좋아서 하는 게 연애 아니냐'는 우리의 말에 미소를 짓고 관계가 다시 시작될 여지를 남긴다.

## 캐스팅
- 전종서: 함자영 역
- 손석구: 박우리 역
- 공민정: 선빈 역
- 김슬기: 유미 역
- 배유람: 우성 역
- 김재화: 편집장 역
- 임성재: 최마초 역
- 임선우: 주연희 역
- 김영옥: 자영 할머니 역
- 김광규: 자영 아빠 역
- 박종환: 남궁상우 역
- 이학주: 김민석 역

## 수상 목록
- 2022년 제58회 백상예술대상 각본상 (정가영 감독, 왕혜지 작가)